# San Francisco 49ers 1974
La stagione 1974 dei San Francisco 49ers è stata la 25ª della franchigia nella National Football League.

## Partite

### Stagione regolare
| Turno | Data       | Avversario            | Risultato | Pubblico |
| ----- | ---------- | --------------------- | --------- | -------- |
| 1     | 15/9/1974  | at New Orleans Saints | V 17–13   | 65,071   |
| 2     | 22/9/1974  | at Atlanta Falcons    | V 16–10   | 47,686   |
| 3     | 29/9/1974  | Cincinnati Bengals    | S 21–3    | 49,895   |
| 4     | 6/10/1974  | St. Louis Cardinals   | S 34–9    | 48,675   |
| 5     | 14/10/1974 | at Detroit Lions      | S 17–13   | 45,199   |
| 6     | 20/10/1974 | at Los Angeles Rams   | S 37–14   | 67,319   |
| 7     | 27/10/1974 | Oakland Raiders       | S 35–24   | 58,284   |
| 8     | 4/11/1974  | Los Angeles Rams      | S 15–13   | 57,502   |
| 9     | 10/11/1974 | at Dallas Cowboys     | S 20–14   | 50,018   |
| 10    | 17/11/1974 | at Chicago Bears      | V 34–0    | 42,686   |
| 11    | 24/11/1974 | Atlanta Falcons       | V 27–0    | 45,435   |
| 12    | 1/12/1974  | at Cleveland Browns   | S 7–0     | 24,559   |
| 13    | 8/12/1974  | Green Bay Packers     | V 7–6     | 47,475   |
| 14    | 15/12/1974 | New Orleans Saints    | V 35–21   | 40,418   |